# トモド
トモドは、刳り抜き材を利用した刳船（丸木舟）の一種である。

## 概要
トモドは、隠岐にみられる刳り抜き材を用いた木造和船の一種であり、現存するものは隠岐諸島に残されている2隻のみである。そのうちの1隻が焼火神社に保管され、重要有形民俗文化財に指定されている。保管されているトモドは杉材の刳り抜きオモキ造りで、その製作技法や用法などはこの系統の船の典型的なものであり、和船の発達を検討する上で重要なものである。